# داماد عاشق عروس را می‌برد
داماد عاشق عروس را می‌برد با نام اصلی دل‌شکستهٔ عاشق عروس را می‌برد (به هندی:दिलवाले दुल्हनिया ले जायेंगे) یک فیلم سینمایی هندی در ژانر رمانتیک کمدی موزیکال به کارگردانی و نویسندگی آدیتیا چوپرا و با حضور بازیگرانی چون: شاهرخ خان، کاجول، آمریش پوری، فریده جلال و انوپم کهیر محصول سال ۱۹۹۵ است. این فیلم در هند، انگلیس و سوئیس فیلم‌برداری شده‌است. این فیلم در لیست ۲۵ فیلم هندی که باید دید قرار دارد؛ و همچنین یکی ازآن دوفیلم هندی است که همرا با مادر هند در لیست ۱۰۰۱ فیلمی که پیش از مرگ باید دید جای دارد. این فیلم همچنین در رتبهٔ ۱۲ لیست British Film Institute بهترین فیلم‌های تاریخ هند قراردارد.
این فیلم رکورد دار یکی از طولانی‌ترین زمان‌ها برای اکران عمومی است اکران این فیلم پس از گذشت ۲۰ سال از آغاز آن سرانجام در سال ۲۰۱۵ پایان یافت.

## داستان
راج ملهوترا (شاهرخ خان) و سیمران سینگ (کاجول) هر دو در لندن زندگی می‌کنند. راج انسانی خوش‌گذران است به گونه‌ای که در امتحانات پایان سال رد می‌شود و پدرش (انوپم کهیر) به جای تنبیه تصمیم می‌گیرد او را به سفر یک ماههٔ دور اروپا بفرستد. سیمران دختر یک مرد سخت‌گیر (آمریش پاری) است که تصمیم دارد سیمران را به عقد پسر دوستش کولجیت (پارمیت ستی) درآورد. به همین دلیل رضایت می‌دهند که سیمران به یک سفر دور اروپا برود. راج و سیمران در یک قطار هستند و بعداً که هر دو از قطار جا می‌مانند، خودشان را به مقصد می‌رسانند و در راه به هم علاقه‌مند می‌شوند. هنگامیکه سیمران به خانه‌اش می‌رسد، موضوع علاقه‌اش به راج را به مادرش (فریدا جلال) می‌گوید اما پدرش با او دعوا می‌کند و می‌گوید که حتماً باید با کولجیت عروسی کند و آن‌ها فردا به هند بر می‌گردند. راج وقتی فهمید سیمران به هند رفته، خودش را به هند رساند و با کولجیت دوست شد. کولجیت او را به خانه‌اش آورد و راج کارش را شروع کرد و دل اعضای خانواده را بدست آورد جز پدر سیمران اما دل او را هم کم‌کم نرم کرد تا اینکه مادربزرگ سیمران بیمار شد و خاست که عروسی زود تر سر بگیرد سیمران از راج خواست تا با هم فرار کنند اما راج قبول نکرد و گفت من پدرت را راضی می‌کنم و در فردای همان روز عکسی که راج و سیمران با هم در لندن گرفته بودنند به دست پدر سیمران می‌افتد و او همه چیز را می‌فهمد و راج را بیرون می‌کند و به او می‌گوید تو لیاقت دختر من را نداری. کولجیت که از فریبی که از راج خورده عصبانی است از خانه خارج می‌شود راج به سمت قطار رفته پدرش از او سراغ سیمران را می‌گیرد ولی بعد می‌فهمد که پدر سیمران اجازه نداده و به خانه پدر سیمران می‌رود تا او را راضی کند
در همین حین کولجیت با افرادی به راج حمله کرده و او را کتک می‌زنند پدر راج برمی گردد و با دیدن این صحنه به کمک پسرش می‌رود ولی کولجیت او را هم می‌زند و با این کارش راح را عصبانی کرده و با کولجیت دعوا می‌کند پدر سیمران و کولجیت می‌آیند و جلوی دعوای آن‌ها را می‌گیرند مادر سیمران به سیمران می‌گوید که به ایستگاه قطار بروند و در همان لحظه که سیمران می‌رسد راج می‌خواهد سوار قطار شود با حرکت قطار سینران نیز می‌دود اما پدرش دست او را می‌گیرد سیمران از او خواهش می‌کند که دستش را رها کند و پدر سیمران که عشق و محبت بین آن‌ها را می‌فهمد به او می‌گوید دست او را رها کرده و به او می‌گوید برو هیچ پسری به اندازه این پسر نمی‌تواند تو را دوست داشته باشد و سپس سیمران شروع به دیویدن می‌کند و دست راج را می‌گیرد وسوار قطار می‌شود و راج را بغل می‌کند که راج در اثر کتک‌هایی که از کولجیت خورده دردش می‌گیرد که سیمران ازاو معذرت خواهی می‌کند اما راج او را بغل می‌گیرد سپس پدر راج می‌گوید بالاخره عاشق دلشکسته عروس رو برد و هر سه با هم جیغی کوچکی از روی خوش‌حالی می‌کشند

## جوایز
پس از بلک، این فیلم بیشترین جایزه را از فیلم فیر گرفته‌است.

### فیلم فیر

#### برندهٔ جوایز
1. بهترین بازیگر مرد (شاهرخ خان)
2. بهترین بازیگر زن (کاجول)
3. بهترین بازیگرنقش مکمل زن (فریده جلال)
4. بهترین بازیگر نقش کمدی (انوپام کر)
5. بهترین فیلم
6. بهترین کارگردان (آدیتیا چوپرا)
7. بهترین نویسندهٔ شعر (آناندبخشی)
8. بهترین دیالوگ (آدیتیاچوپرا، جاویدصدیقی)
9. بهترین بازنواخت مرد (آدیت نارایان)
10. بهترین فیلمنامه

#### نامزد
1. بهترین نویسندهٔ شعر (آناندبخشی: این شعر باشعری که جایزه گرفته متفاوت است.)
2. بهترین بازنواخت مرد (کومارسانو)
3. بهترین کارگردان موسیقی (جاتین لالیت)
4. بهترین بازیگر نقش مکمل مرد (آمریش پوری)

### استارسکرین اواردز
1. بهترین بازیگرمرد
2. بهترین فیلم
3. بهترین کارگردان

### نشنال فیلم اواردز
1. بهترین فیلم مشهور تفریحی سالم